# Lasioglossum robertsonellum
Lasioglossum robertsonellum är en biart som beskrevs av Michener 1951. Lasioglossum robertsonellum ingår i släktet smalbin, och familjen vägbin. Inga underarter finns listade i Catalogue of Life.